# Una palabra tuya
Una palabra tuya és una pel·lícula espanyola de 2008 dirigida per Ángeles González Sinde, basada en la novel·la homònima d'Elvira Lindo.

## Sinopsi
A Madrid, amb Rosario i Milagros, les protagonista, escombrariaires, que es coneixen des de nenes, comença aquesta història tan plena de secrets i contradiccions en les seves vides, doncs, encara que Rosario s'obstini a desprendre's de la seva fidel companya de treball, la destinació, capritxós i incert sempre, acabarà unint-les.
Al principi de la pel·lícula, veiem a aquestes dues dones juntament amb el seu company de treball Morsa al començament d'un viatge al poble de Milagros. Rosario rememora el retrobament amb Milagros.
Les dues amigues recorren dues trajectòries vitals: una cap al no-res més cruel, des d'una actitud alegre i vitalista, i l'altra, cap a un futur expectant des d'una vida redimida (i al mig el perdó).
Rosario (Malena Alterio) té una germana major que viu en Barcelona, casada i amb dos fills. Rosario va estudiar fins primer de carrera i viu en una de les cases més boniques del barri d'Argüelles. Va treballar com a assistenta a l'Edificio España encara que s'avergonyeix d'aquest treball, ja que, quan es retroba amb Milagros (Esperanza Pedreño), una companya d'institut, li esmenti dient que és emprada de banca i que aconseguirà un contracte fix. Milagros condueix el taxi del seu oncle als matins, però no li treu cap benefici, ja que no té interès a trobar clients. Rosario perd l'ocupació per la seva impuntualitat i falta d'energia en el treball i a Milagros el seu oncle li prohibeix conduir el taxi per la falta de clients. Es col·loquen en una contracta de neteja de l'Ajuntament. La seva amistat és tan pròxima que els companys pensen que són lesbianes. Morsa (Antonio de la Torre), un noi senzill, s'acosta a Rosario amb la intenció de lligar amb ella.
Les vides de Rosario i de Milagros estan aombrades per les tragèdies del passat i, encara que una posi bona cara a tot i l'altra es faci la dura, no són capaces d'evitar la tragèdia: la mort del nen que ambdues troben en un contenidor una nit, la incapacitat d'assumir que Rosario faci la seva pròpia vida amb Morsa i la seva esterilitat porten a Milagros al suïcidi al no poder suportar més continuar vivint sola i incomunicada amb el món. Rosario, després de la mort de Milagros, decideix comprometre's amb Morsa, amb el qual no vol estar per pensar que no pertany a la seva classe social, en adonar-se que si segueix així acabarà com Milagros.
La pel·lícula no oculta la part negativa de la realitat, però demostra que és possible ser feliç si un vol.

## Personatges
- Malena Alterio (Rosario)
- Esperanza Pedreño (Milagros)
- Antonio de la Torre (Morsa)
- María Alfonsa Rosso (Mare de Rosario)

## Producció
A Huertapelayo, pedania al sud-est de la província de Guadalajara (Espanya), es van rodar escenes del poble de Milagros.

## Música
De Julio de la Rosa. La pel·lícula s'inicia amb una versió d'aquest compositor interpretada per Queyi, del cèlebre tema Corazón contento, de Palito Ortega.

## Premis i nominacions
Medalles del Cercle d'Escriptors Cinematogràfics
| Categoria                | Candidats              | Resultat   |
| ------------------------ | ---------------------- | ---------- |
| Millor pel·lícula        | Una paraula teva       | Nominada   |
| Millor actor secundari   | Antonio de la Torre    | Guanyador  |
| Millor actriu secundària | Esperanza Pedreño      | Guanyadora |
| Millor guió adaptat      | Ángeles González Sinde | Guanyadora |

XXIII Premis Goya
| Categoria               | Candidats                                                  | Resultat |
| ----------------------- | ---------------------------------------------------------- | -------- |
| Millor actriu revelació | Esperanza Pedreño                                          | Nominada |
| Millor actor revelació  | Luis Bermejo                                               | Nominada |
| Millor guió adaptat     | Ángeles González Sinde                                     | Nominada |
| Millors cançó original  | Antonio Manuel Mellado, Javier Laguna i José Ángel Taboada | Nominada |

XVIII Premis TuriaPremi Turia a la millor actriu revelació (Esperanza Pedreño)
Premi Jules Verne a la Millor Pel·lícula al Festival de Cinema Espanyol de Nantes (França).